# Scenopinus fragosifrons
Scenopinus fragosifrons är en tvåvingeart som beskrevs av Kelsey 1969. Scenopinus fragosifrons ingår i släktet Scenopinus och familjen fönsterflugor. Inga underarter finns listade i Catalogue of Life.